# Ferdinand Kwasi Fiawoo
Ferdinand Kwasi Fiawoo (Wasuta, 26 de diciembre de 1891-21 de julio de 1969) fue un pastor, político, dramaturgo y educador ghanés fundador del Zion College, primera escuela secundaria de la región Volta de Ghana.

## Biografía
Hijo de John Kpeglo Fiawoo, empresario que pertenecía a la familia real Awadada de Anlo y de Maria Dzatugbei Dadsehoe Agbodzi, inicialmente comenzó a trabajar en un comercio con su hermano, pero tras visitar Freetown en 1920, inició cursos por correspondencia. En 1928, viajó a Estados Unidos y estudió en la Universidad Johnson C. Smith en Charlotte. En cinco años se graduó en artes y teología. Mientras estudiaba escribió su primer drama en idioma ewé, Toko Atolia. En 1933, se ordenó ministro en la iglesia episcopal metodista africana de Sion en Gloversville, Nueva York.
A su vuelta a Costa de Oro en 1933, Fiawoo ejerció como superintendente en una iglesia y director de la unidad educativa de la Iglesia en Keta. Fue uno de los fundadores del Gold Coast People's College en Adidome, y fundó un instituto privado en Anloga, la primera escuela secundaria en la Región Volta. El New Africa University College abrió con 44 estudiantes en 1938. Fiawoo, su personal y los estudiantes realizaron obras teatrales para recaudar fondos: Toko Atolia en 1940 y Tuinese en 1946. Se financió también con subsidios gubernamentales a partir de 1952.
En 1945, se doctoró por la Universidad Roosevelt de Chicago. Entró en política en 1951, como miembro de la Asamblea Legislativa de Costa de Oro representando el Consejo de Jefes de Anlo. Quemaron su casa en unos disturbios en Anloga en 1953, y Fiawoo no volvió a la política tras perder su escaño en las elecciones de 1954, y dos años antes, en 1952 cesará como director de New Africa University College que pasó a denominarse Universidad Sion y trasladó su sede a Kete. Fiawoo permaneció como presidente del consejo universitario desde 1954 a su muerte en 1969. En 1966 fue uno de los del Bishop Small Theological College, llamado así por John Bryan Small, en Whuti.
Se casó cinco veces.

## Obra
- Toko Atolia, 1942[2]
- Tuniese, 1945
- Fiayidziehe, 1962